# Stylidium brachyphyllum
Stylidium brachyphyllum är en tvåhjärtbladig växtart som beskrevs av Otto Wilhelm Sonder. Stylidium brachyphyllum ingår i släktet Stylidium och familjen Stylidiaceae. Inga underarter finns listade i Catalogue of Life.